# Rush (album d'Eric Clapton)
Cet article concerne l'album d'Eric Clapton. Pour l'album de Rush, voir Rush.
Pour les articles homonymes, voir Rush.
Albums de Eric Clapton
Journeyman
(1989) Unplugged
(1992)
Rush est un album d'Eric Clapton sorti en 1992. Il s'agit de la bande originale du film homonyme.

## Historique
C'est un album de blues et Rock, avec la présence de Buddy Guy, un des modèles de Clapton. Sur l'album apparaît la version originale de Tears in Heaven.

## Titres
| No  | Titre                      | Durée |
| --- | -------------------------- | ----- |
| 1.  | New Recruit                | 1:30  |
| 2.  | Tracks and Lines           | 3:00  |
| 3.  | Realization                | 2:41  |
| 4.  | Kristen and Jim            | 3:38  |
| 5.  | Preludin Fugue             | 3:19  |
| 6.  | Cold Turkey                | 2:21  |
| 7.  | Will Gaines                | 3:46  |
| 8.  | Help Me Up                 | 5:50  |
| 9.  | Don't Know Which Way to Go | 10:46 |
| 10. | Tears in Heaven            | 4:30  |